# Heterophana rubronigra
Heterophana rubronigra är en skalbaggsart som beskrevs av Hippolyte Louis Gory och Achille Rémy Percheron 1835. Heterophana rubronigra ingår i släktet Heterophana och familjen Cetoniidae. Inga underarter finns listade i Catalogue of Life.